# Premio Internacional Simón Bolívar
El Premio Internacional Simón Bolívar, tiene por objeto recompensar una actividad particularmente meritoria que, de conformidad con el espíritu de Simón Bolívar, haya contribuido a la libertad, la independencia y la dignidad de los pueblos, al fortalecimiento de la solidaridad entre las naciones, favoreciendo su desarrollo o facilitando el advenimiento de un nuevo orden internacional económico, social y cultural. Esa actividad podrá consistir en una creación intelectual o artística, realización social o acciones de motivación de la opinión pública. 
El premio se otorgó bienalmente desde el 24 de julio desde 1983, fecha del bicentenario del nacimiento de Simón Bolívar hasta el 2004. A los galardonados se les otorga una suma de común acuerdo entre el Director de la UNESCO y el gobierno de Venezuela. El jurado internacional está compuesto por 5 personalidades representativas de diversas regiones del mundo designadas por el Director General, una personalidad por el Gobierno de Venezuela y un representante del Director General. Las resoluciones del jurado se adoptan por unanimidad. Podría presentar candidaturas al premio los estados miembros de la UNESCO y organizaciones intergubernamentales u ONG inscritas en la UNESCO con relaciones de consulta y de asociación o de información y consulta. Este premio es otorgado en honor a Simón Bolívar.

## Galardonados
| Año  | Artista                   |
| ---- | ------------------------- |
| 1983 | Juan Carlos I de España   |
| 1983 | Nelson Mandela            |
| 1985 | Grupo Contadora           |
| 1985 | Bernardo Sepúlveda Amor   |
| 1988 | Vicaría de la Solidaridad |
| 1990 | Václav Havel              |
| 1992 | Aung San Suu Kyi          |
| 1992 | Julius Nyerere            |
| 1996 | Muhammad Yunus            |
| 1998 | Mário Soares              |
| 1998 | Milad Hanna               |
| 2000 | Samuel Ruiz García        |
| 2000 | Julio María Sanguinetti   |
| 2003 | Paco Moncayo              |
| 2004 | Nadia Al-Jurdi Nouaihed   |
| 2004 | Casa de las Américas      |